# São José da Lapa
São José da Lapa este un oraș în Minas Gerais (MG), Brazilia.